# Rieneck

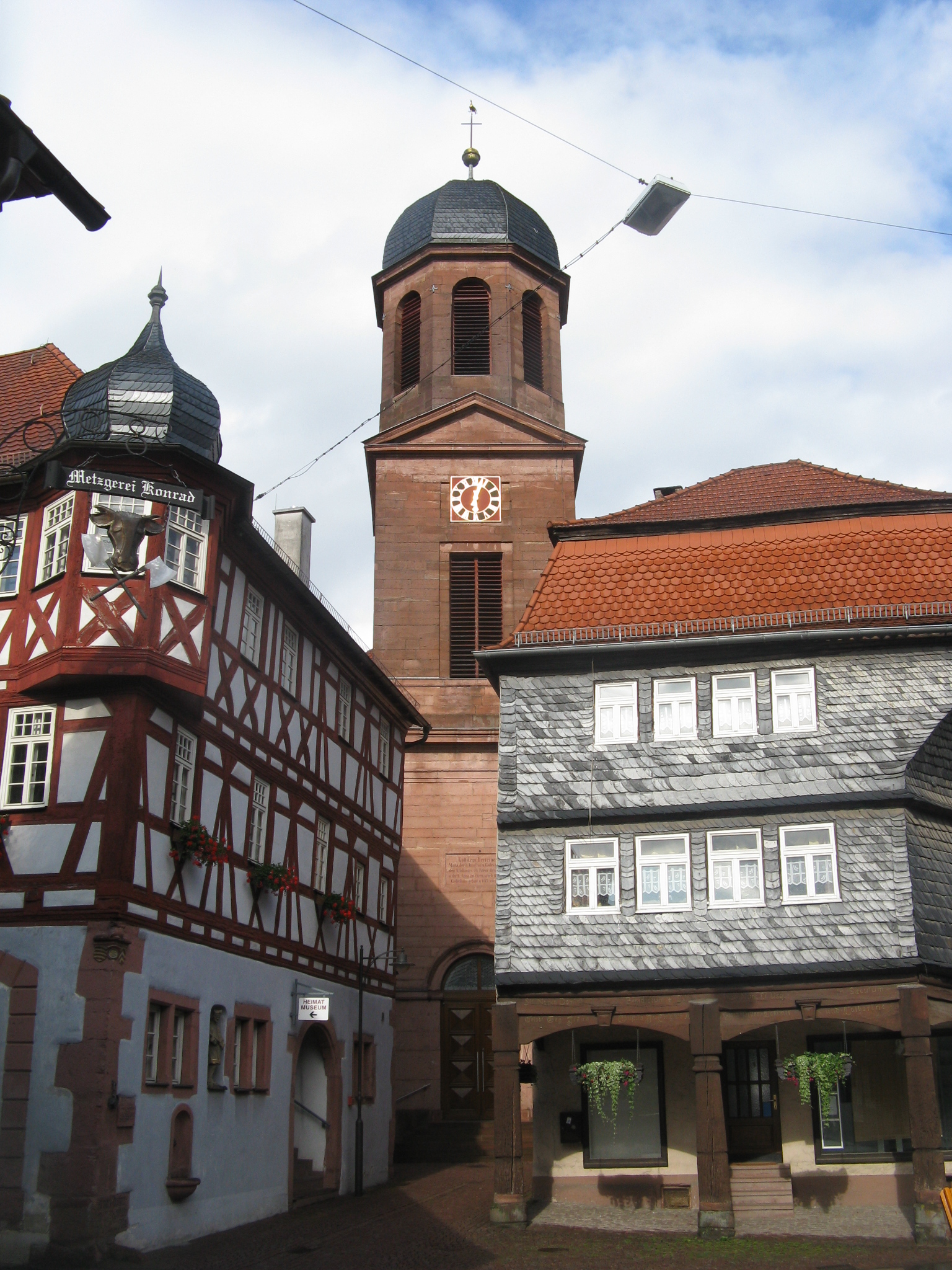
Ortszentrum mit Rathaus, Schindelhaus auf Säulen und klassizistischer Pfarrkirche

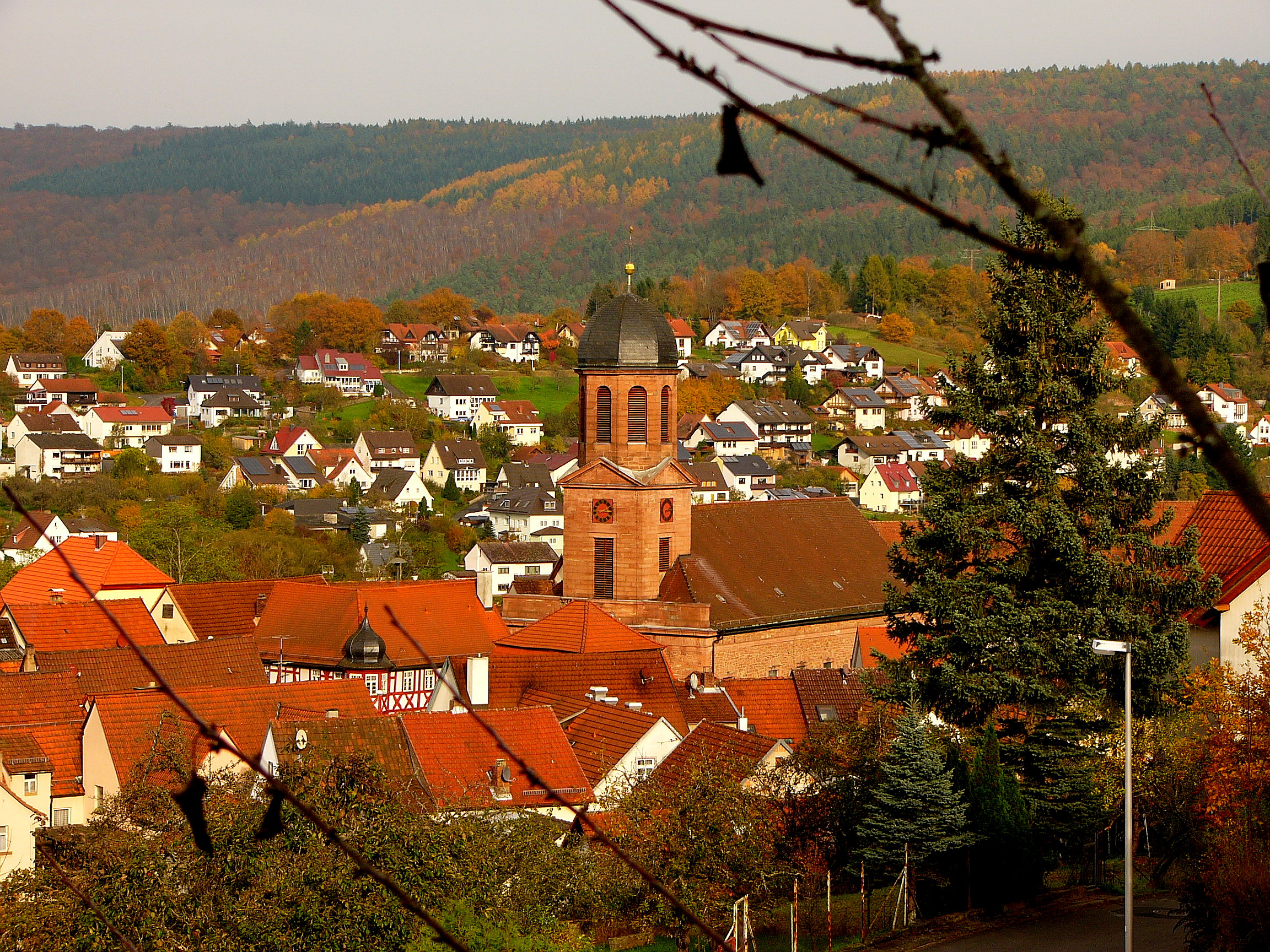
Ein Blick über Rieneck. Im Zentrum die kath. Pfarrkirche St. Johannes der Täufer

Rieneck ist eine Stadt im unterfränkischen Landkreis Main-Spessart.

## Geografie

### Geografische Lage
Der Ort liegt in der Region Würzburg zwischen den südlichen Ausläufern der Rhön und der Ostseite des Spessarts am Unterlauf der Sinn. Der topographisch höchste Punkt der Stadtgemarkung befindet sich im Spessart mit 448 m ü. NHN (Lage), in der Nähe des ehemaligen Klosters Einsiedel, der niedrigste liegt an der Sinn auf 164 m ü. NHN (Lage). Durch Rieneck verläuft der Fränkische Marienweg.

### Gemeindegliederung
Es gibt nur die Gemarkung Rieneck und zwei Gemeindeteile: den Hauptort Rieneck und Dürrhof.

### Nachbargemeinden
|                                                | Markt Burgsinn                                  |                        |
| Herrnwald (Gemeindefreies Gebiet)              | Kompassrose, die auf Nachbargemeinden zeigt     | Gemeinde Gräfendorf    |
| Ruppertshüttener Forst (Gemeindefreies Gebiet) | Langenprozeltener Forst (Gemeindefreies Gebiet) | Stadt Gemünden am Main |

## Geschichte

### Mittelalter
Die älteste erhaltene Erwähnung des Ortes Rieneck stammt aus dem Jahr 790. 1168 erhielt Graf Ludwig von Rieneck die Grafschaft Rieneck im Spessart – einschließlich des Ortes Rieneck – als Lehen von Kurmainz. Seinen jetzigen Namen erhielt der Ort von den Grafen von Rieneck, die in der Burg Rieneck über dem Ort eine ihrer Residenzen hatten und den Namen „Rieneck“ von einem ausgestorbenen Geschlecht aus dem Mittelrheinischen übernommen hatten. Im Gefolge der Grafen findet sich das Ministerialengeschlecht der Voit von Rieneck, die später selbst eine lokale Bedeutung erlangten. Die Burg stammt aus der Mitte des 12. Jahrhunderts.
1188 wird ein „castrum (deutsch: Burg) Rienecke“ in einem Vertrag zwischen Kaiser Friedrich I. Barbarossa und König Alfons VIII. von Kastilien, in dem die Ehe zwischen Friedrichs Sohn Konrad und Alfons Tochter Berengaria vereinbart wurde, erwähnt. Die Burg Rieneck gehörte mit weiteren 29 staufischen Gütern zur Morgengabe der Braut. Allerdings wurde diese Ehe niemals in die Praxis umgesetzt. Die Siedlung wurde am 7. Juni 1311 als „Oppidum“ bezeichnet.

### Übergang an Mainz und Hanau
Zum Übergang der Stadt in ein zwischen Kurmainz (3⁄4) und Hanau (1⁄4) gemeinsames Kondominat gibt es in der Literatur zwei unterschiedliche Darstellungen:
1. Als die Linie Rieneck-Rothenfels 1333 erlosch, erbte Ulrich II. von Hanau über seine Mutter, Elisabeth von Rieneck-Rothenfels, auch 1⁄4 von Stadt und Burg Rieneck[5], den Rest behielt Kurmainz selbst.
2. Das Haus Rieneck starb mit Graf Philipp III. von Rieneck am 3. September 1559 aus. Er hatte eng mit Philipp III. von Hanau-Münzenberg zusammengearbeitet. Als absehbar war, dass Graf Philipp III. von Rieneck ohne männliche Erben sterben würde, vereinbarten die beiden, den Hanauer Grafen als Erben einzusetzen. Durch einen Formfehler scheiterte das Projekt aber. (Einzelheiten siehe hier.) Es kam zu einem Streit zwischen Kurmainz und Hanau über das Erbe. Dieser wurde schließlich dahingehend gelöst, dass ein Kondominat gebildet wurde, das zu 3⁄4 Kurmainz und zu 1⁄4 Hanau-Münzenberg zustand.

### Neuzeit

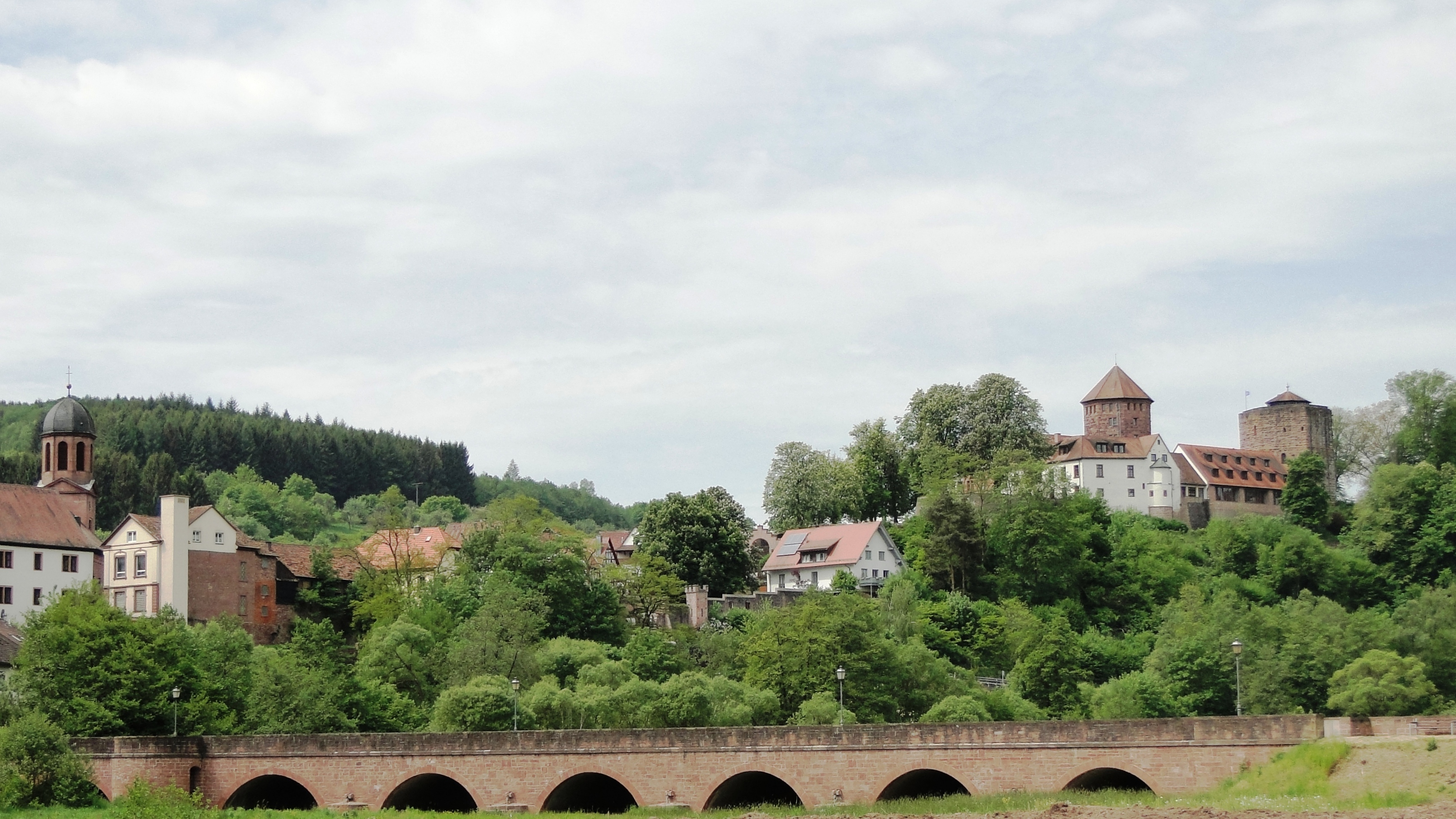
Blick über Stadt und Burg Rieneck

Der Mainzer Anteil wurde 1673 den Grafen von Nostitz verkauft, die ihn wiederum 1803 an die Grafen Colloredo Mansfeld weiter veräußerten. 1806 wurde Rieneck dann mediatisiert und dem Fürstentum Aschaffenburg zugeschlagen. Mit ihm fiel es an das Großherzogtum Frankfurt, wo es in der Districtsmairie Rieneck des Departements Aschaffenburg lag. 1812 hatte die Mairie Rieneck mit zwei Höfen und einer Ziegelhütte 216 Feuerstellen und 1200 Seelen (Einwohner). Maire war Philipp Casimir, Bürgermeister Joseph Michael Marx. Leonhard Hartmann war sowohl Zivilstandsbeamter als auch Bezirkschirurg. Der Stadtwachtmeister hieß Johann Muthig. Am 26. Juni 1814 kam Rieneck infolge des Vertrags von Paris vom 3. Juni 1814 mit dem Departement Aschaffenburg des Großherzogtums Frankfurt an das Königreich Bayern, wo es dem am 1. Oktober 1814 gegründeten Landgericht zweiter Klasse Lohr zugeteilt wurde. Im Zuge der Verwaltungsreformen in Bayern entstand mit dem Gemeindeedikt von 1818 die Stadtgemeinde Rieneck. Durch die allerhöchsten Entschließungen vom 30. Juni 1828 und vom 8. und 14. Januar 1829 kam Rieneck zum Landgericht Gemünden.
Im Jahre 1862 wurde aus den Landgerichten älterer Ordnung Orb und Gemünden das Bezirksamt Gemünden am Main gebildet, auf dessen Verwaltungsgebiet Rieneck lag. 1872 wurde das Bezirksamt Gemünden ins Bezirksamt Lohr am Main eingegliedert. Erst 1902 wurde das Bezirksamt Gemünden wieder neu gebildet. 1939 wurde wie überall im Deutschen Reich die Bezeichnung Landkreis eingeführt. Rieneck war dann eine der 27 Gemeinden im Landkreis Gemünden am Main. Mit der Auflösung des Landkreises Gemünden am Main kam Rieneck am 1. Juli 1972 in den neu gebildeten Landkreis Mittelmain, der zehn Monate später seinen endgültigen Namen Landkreis Main-Spessart erhielt.
Am 29. März 1945 wurden in Rieneck fünf sowjetische, der Plünderung beschuldigte Kriegsgefangene ohne ordentliches Gerichtsverfahren auf Befehl des Würzburger SA-Brigade- und Volkssturmführers Hans Olpp (~1898–1985) durch fünf Mitglieder der Rienecker Hitlerjugend erschossen. Die Hitlerjungen gaben die Erschießung bei einem Verhör 1947 zu, mussten aber auf Grund ihrer zum Tatzeitpunkt bestehenden Minderjährigkeit keine Haftstrafe antreten. Olpp wurde 1950 wegen Totschlag zu einer Zuchthausstrafe von fünf Jahren verurteilt, musste aber lediglich ein Jahr im Zuchthaus verbringen. Der Aufstellung einer gestifteten Gedenktafel stimmte der Stadtrat erst nach einer dritten Beratung am 12. Januar 2015 zu, die Aufstellung erfolgt am 29. März 2015.

### Einwohnerentwicklung
Im Zeitraum 1988 bis 2018 sank die Einwohnerzahl von 2068 auf 1959 um 109 Einwohner bzw. um 5,3 %.
| Jahr      | 1970 | 1987 | 1991 | 1995 | 2000 | 2005 | 2010 | 2015 |
| --------- | ---- | ---- | ---- | ---- | ---- | ---- | ---- | ---- |
| Einwohner | 2315 | 2096 | 2155 | 2133 | 2127 | 2113 | 2022 | 1987 |

## Religion
Rieneck ist Sitz einer 1411 errichteten Pfarrei. Da es im Einflussbereich des Kurfürstentums Mainz lag, konnte die Reformation hier nicht Fuß fassen. Die Einwohner sind deshalb heute noch überwiegend römisch-katholisch. Die römisch-katholische Kirchengemeinde steht unter dem Patrozinium Johannes des Täufers. Die klassizistische Pfarrkirche wurde 1812 vollendet.
Die evangelische Kirchengemeinde gehört zu der von Burgsinn. Evangelische Gottesdienste finden regelmäßig in der Kapelle der Burg Rieneck statt.
Bereits im Mittelalter sollen Juden in Rieneck ansässig gewesen sein. Über ihre Organisation ist nichts bekannt, jedoch sollen sie 1298 von der Rintfleisch-Verfolgung betroffen gewesen sein. Danach finden sich erst Mitte des 17. Jahrhunderts wieder jüdische Namen in den Unterlagen, eine jüdische Gemeinde soll ab 1699 bestanden haben. Seit dem 18. Jahrhundert ist eine Judengasse bekannt, in der sich die Mikwe befunden haben soll. 1837 waren 96 Einwohner und damit 6,2 % der 1596 Ortsbewohner jüdischen Glaubens, danach sank ihre Zahl bis auf 13 Personen, die nach dem Novemberpogrom 1938 am 10. März 1939 ihre Wohnungen verlassen und nach Frankfurt am Main umziehen mussten. Eine Synagoge hat möglicherweise seit dem 17. Jahrhundert bestanden, auf einem Toraschrein fand sich die Jahreszahl 1748, in einem Spendenaufruf zur Renovierung des Gebäudes in einer Anzeige aus dem Jahre 1932 wird ein Baujahr 1699 genannt. Eine erneute Renovierung anlässlich der am 30. Juni 1937 erfolgten Beschädigungen konnte die aus weniger als 20 Mitgliedern bestehende Gemeinde nur mit Unterstützung des Verbandes der bayerischen israelitischen Gemeinde finanzieren. Bei dem Pogrom 1938 wurde die Inneneinrichtung der Synagoge vollständig zerstört und lediglich die Grundmauern blieben erhalten. Hinter dem Haus Schloßberg 10 am Kriegerdenkmal, wo sich die Synagoge zuletzt in einem Hinterhof befand, erinnert eine Gedenktafel an die Verfolgung und Ermordung der jüdischen Bewohner in der Shoa.

## Politik

### Stadtrat
Der Stadtrat hat inklusive des Bürgermeisters 15 Mitglieder. Er setzt sich seit der Kommunalwahl vom 15. März 2020 wie folgt zusammen:
| Partei / Liste               | Sitze | Stimmenanteil |
| Freie Bürger                 | 5     | 32,21 %       |
| Allianz für Rieneck          | 4     | 31,98 %       |
| Rienecker Junge Wähler Union | 3     | 23,28 %       |
| Bürger-Forum                 | 2     | 12,53 %       |

### Bürgermeister
Erster Bürgermeister ist seit dem 1. Mai 2020 Sven Nickel (Freie Bürger). Er setzte sich in der Stichwahl gegen Hubert Nickel (Allianz für Rieneck) mit 63,23 % der gültigen Stimmen durch. Amtsinhaber Wolfgang Küber (Rienecker Junge Wähler Union) verfehlte die Stichwahl.
| Zeitraum                       | 1. Bürgermeister  |
| ------------------------------ | ----------------- |
| 1986 bis 2003                  | Walter Höfling    |
| 2003 bis 6. Juni 2006          | Waldemar Horn (†) |
| 1. Oktober 2006–30. April 2020 | Wolfgang Küber    |
| seit 1. Mai 2020               | Sven Nickel       |

### Wappen
| Wappen der Gemeinde Rieneck | Blasonierung: „Geviert mit sechsspeichigem silbernen Rad in der Schildmitte; 1 und 4: fünfmal sparrenförmig geteilt von Gold und Rot, 2 und 3: neunmal geteilt von Gold und Rot.“ |
| Wappen der Gemeinde Rieneck | |

## Kultur und Sehenswürdigkeiten

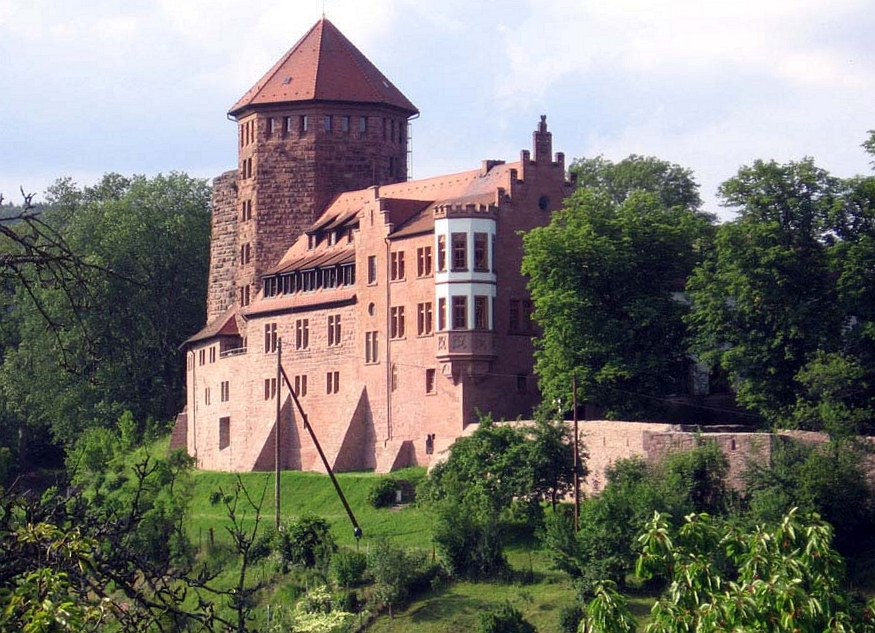
Burg Rieneck

Rieneck ist von einer reizvollen Naturlandschaft mit Laubmischwäldern (Spessarteiche) umgeben. Die weitläufige Sinntalaue, die Ende der 1990er Jahre zum Naturschutzgebiet erklärt wurde, bietet seltenen Tieren, wie dem Biber, und geschützten Pflanzen, wie der Schachblume, eine Heimat.
- Burg Rieneck
- Am historischen Rathaus in Fachwerk mit Erker aus dem 15./16. Jahrhundert ist ein Halseisen-Pranger angebracht mit der erläuternden Inschrift, das sei „der letzte Rest des Centgerichts Rieneck, welches zum ‚höchsten Gebott‘, zur Todesstrafe, verurteilen konnte.“
- Gegenüber steht ein asymmetrisch gebautes Haus mit grauen Schindeln und einem ungewöhnlichen Vorbau auf Holzsäulen.
- Zusammen mit der Kirche St. Johannes bilden diese beiden Gebäude das Kernstück der Altstadt.
- Am zentralen Parkplatz an der Hauptstraße steht ein vom historischen Rathaus stammender Brunnentrog (um 1600), der einst als Weinmaß diente (so genannter „Rienecker Eimer“); der Weinbau rund um Rieneck ist heute aufgegeben.
- Der Rieneck’sche Moshenhof, einst Residenz des Dietmar von Rieneck und ab 1580 Kurmainzer Amtskellerei, wurde 1960 abgerissen. Nur ein Gedenkstein erinnert noch an seine Existenz.

## Infrastruktur

### Wirtschaft
Die Gemeindesteuereinnahmen betrugen im Jahr 2020 rund 1.525.000 Euro, davon waren umgerechnet 321.000 Euro (netto) Gewerbesteuereinnahmen.
Das wirtschaftliche Potenzial Rienecks liegt in der Forstwirtschaft (über 2000 ha Waldfläche) und im Fremdenverkehr (34.700 Übernachtungen im Jahr 2019). Die lokale Wirtschaftsstruktur besteht überwiegend aus produzierendem Gewerbe, Handel und Dienstleistungen. Der größere Teil der Erwerbstätigen Rienecks pendelt in die nahegelegenen Regionalzentren Lohr am Main (Bosch Rexroth AG), Karlstadt und Würzburg.

### Verkehr
Rieneck besitzt einen Haltepunkt an der Bahnstrecke Flieden–Gemünden und ist in den ÖPNV des Landkreises mit dem Bus eingebunden. Bei der Abzweigstelle Rieneck-Sinnberg besteht eine Verbindung zwischen der Bahnstrecke Flieden–Gemünden und der Schnellfahrstrecke Hannover–Würzburg. Die Entfernung zum nächsten ICE-Haltepunkt beträgt 50 km (Würzburg Hauptbahnhof); zum nächstgelegenen Flughafen, dem Flughafen Frankfurt Main sind es 100 km.

## Soziales
Am Rande von Rieneck, aber bereits auf der Gemarkung von Gemünden am Main, liegt der Gemeindeteil Hohenroth. Hier hat sich 1978 die SOS-Dorfgemeinschaft Hohenroth niedergelassen (Siehe dazu Gemünden am Main#Soziales und Bildung).

## Söhne und Töchter
- Rudolf Kempf (1864–1943), Architekt und Fachschullehrer
- Josef Loth (1896–1970), hessischer Politiker
- Anton Schnack (1892–1973), Schriftsteller
- Friedrich Schnack (1888–1977), Schriftsteller
- Joseph Friedrich Treppner (1799–1860), Bürgermeister der Stadt Würzburg
- Manfred Wirth (1949–2024), Urologe und Hochschullehrer